# 红星街道 (通辽市)
红星街道，是中华人民共和国内蒙古自治区通辽市科尔沁区下辖的一个乡镇级行政单位。

## 行政区划
红星街道下辖以下地区：
三和社区、巴家围子社区、北园子社区、大刘屯社区、张家菜园子社区、前双井子社区、高家窑社区、东洼子社区、潘家窑社区、翠堤东郡社区、红星新城社区、后双井子村、同德店村、魏家窝堡村、新立屯村、大草房村和帮统窝堡村。